# Aleksander Dmytrak

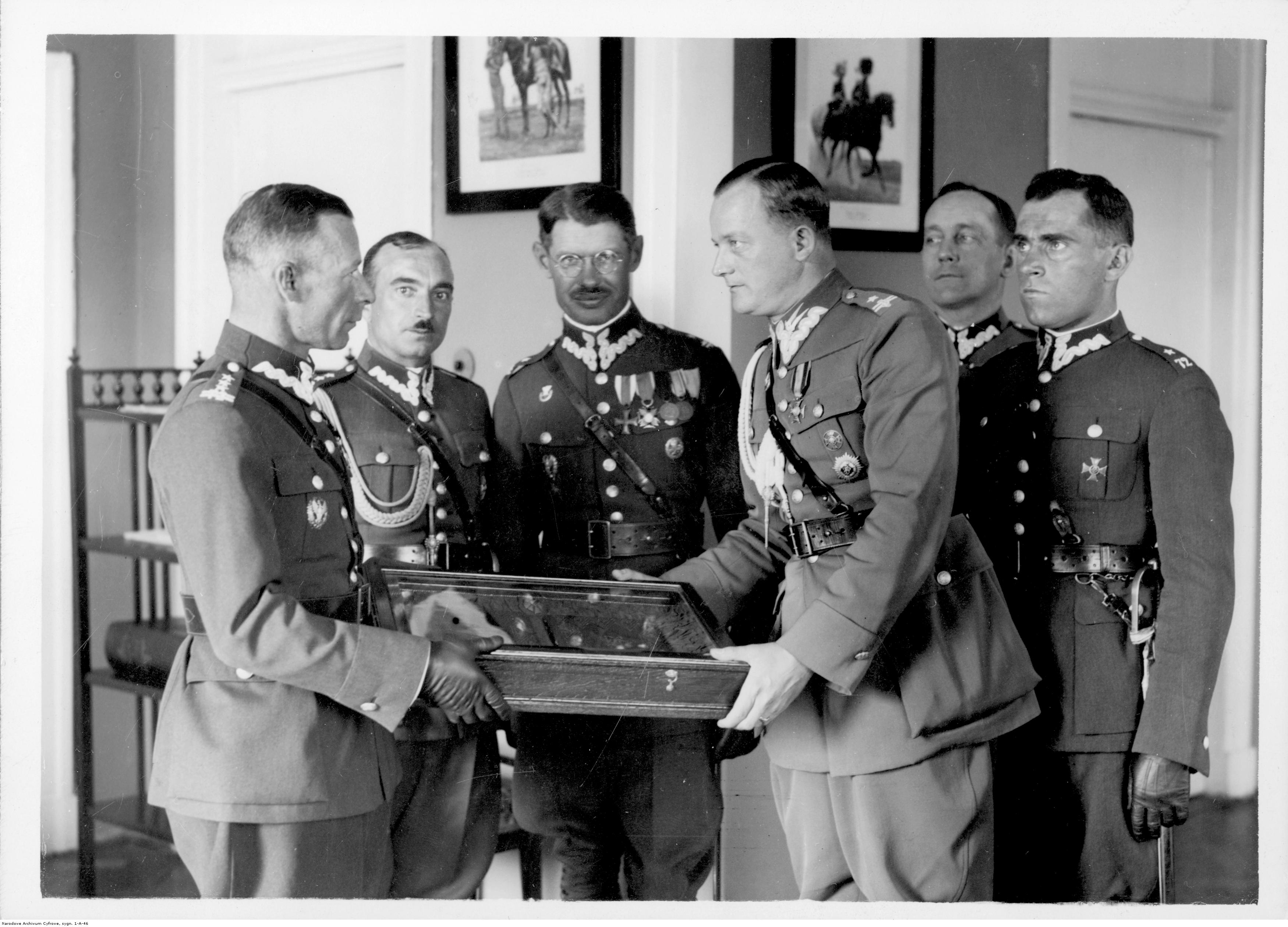
Szef Gabinetu MSWojsk. mjr dypl. kaw. Adam Korwin-Sokołowski (trzeci od prawej), w imieniu marszałka Józefa Piłsudskiego, odbiera od płk Gwido Kawińskiego odznakę pamiątkową i historię 72 pp. Trzeci od lewej stoi mjr dypl. piech. Aleksander Dmytrak. Warszawa 1932.

Aleksander Józef Dmytrak (ur. 5 września 1893 w Monasterzyskach, zm. wiosną 1940 w Charkowie) – podpułkownik dyplomowany piechoty Wojska Polskiego, działacz niepodległościowy, ofiara zbrodni katyńskiej.

## Życiorys
Urodził się 5 września 1893 w Monasterzyskach, w ówczesnym powiecie buczackim Królestwa Galicji i Lodomerii, w rodzinie Sylwestra i Karoliny z Bartmannów. W latach 1909–1912 był uczniem Seminarium Nauczycielskiego w Stanisławowie, a w roku szkolnym 1912/1913 uczniem Seminarium Nauczycielskiego Męskiego w Samborze. 14 czerwca 1913 roku w Samborze złożył maturę i został uznany za „kandydata dojrzałego do pełnienia obowiązków tymczasowego nauczyciela młodszego lub tymczasowego nauczyciela w publicznych szkołach ludowych pospolitych z językiem wykładowym polskim i ruskim”. Ponieważ w trakcie nauki w seminarium otrzymywał stypendium z funduszu państwowego w wysokości 80 koron był zobowiązany do sześcioletniej służby w zawodzie nauczycielskim w Królestwie Galicji i Lodomerii wraz z Wielkim Księstwem Krakowskim. Nie wiadomo, czy zamierzał się wywiązać z tego obowiązku, a jeżeli tak to, kiedy i w jaki sposób, albowiem już 2 września 1913 roku zatrudnił się w Kopalni „Photogen” Towarzystwa Akcyjnego Rafinerii Olejów Mineralnych w Mraźnicy, w charakterze praktykanta-pomocnika szybowego przy wierceniu systemem kanadyjskim. Z treści świadectwa wystawionego 15 czerwca 1914 roku przez Kierownictwo Kopalni „Photogen” wynika, że ubiegał się o przyjęcie na kurs szkoły mierniczej w Borysławiu.
Od jesieni 1909 roku do 4 września 1912 roku oraz od 2 lipca do 4 września 1913 roku działał w Związku Walki Czynnej i Związku Strzeleckim w Stanisławowie, natomiast w okresie od 10 września 1913 roku do 28 lipca 1914 roku brał czynny udział w pracach Związku Strzeleckiego w Borysławiu, w charakterze instruktora, sekcyjnego i plutonowego.
Wybuch I wojny światowej przekreślił jego plany życiowe i przerwał działalność niepodległościową. 4 sierpnia 1914 roku został zmobilizowany do armii Austro-Węgier i wcielony do 95 pułku piechoty. 18 sierpnia 1914 roku został przydzielony do 2 pułku Cesarskich Strzelców Tyrolskich, a już 4 września 1914 roku skierowany na front galicyjski. Uczestniczył w potyczkach pod Tarnowem, Tuchowem, Pustkowem, Sokołowem, Kolbuszową, Leżajskiem i Starym Miastem. 24 września 1914 roku pod Starym Miastem został ranny w głowę i prawą nogę. Do 15 stycznia 1915 roku przebywał na leczeniu szpitalnym w Korneuburgu i Stockerau. W okresie od 15 stycznia do 1 marca 1915 roku był słuchaczem II kursu Szkoły Oficerów Rezerwy w Vahrn. W trakcie pobytu w szkole awansował na plutonowego, a po jej ukończeniu został przydzielony do 3 kompanii batalionu zapasowego 2 pułku Cesarskich Strzelców Tyrolskich w Brixen. 5 maja 1915 roku został ponownie skierowany na front, tym razem w Tyrolu. Na stopień podporucznika został mianowany ze starszeństwem z 1 sierpnia 1916 roku w korpusie oficerów rezerwy piechoty.
Od 1919 pełnił służbę w Wojsku Polskim jako oficer etapowy, najpierw dowódca Stacji Etapowej Aleksiniec Nowy, potem adiutant Dowództwa Powiatu Etapowego Mozyrz. 25 listopada 1920 został zatwierdzony w stopniu porucznika piechoty z dniem 1 kwietnia 1920, w „grupie byłej armii austro-węgierskiej”. 20 maja 1921 został przydzielony ewidencyjnie do 11 pułku piechoty z pozostawieniem na dotychczasowym stanowisku w Oddziale I Sztabu 4 Armii.
3 maja 1922 został zweryfikowany w stopniu kapitana ze starszeństwem z dniem 1 czerwca 1919 i 514. lokatą w korpusie oficerów piechoty. W październiku 1922, po likwidacji dowództwa 2 Armii został przydzielony do Inspektoratu Armii Nr I w Wilnie na stanowisko kierownika kancelarii. Inspektorem armii był wówczas gen. dyw. Edward Śmigły-Rydz. W 1923 w dalszym ciągu pełnił służbę w Inspektoracie Armii Nr I w Wilnie na stanowisku oficera sztabu zastępcy inspektora armii, gen. bryg. Leona Berbeckiego. 23 grudnia 1923 roku powrócił do macierzystego 11 pułku piechoty w Tarnowskich Górach.
1 listopada 1925 został przydzielony do Wyższej Szkoły Wojennej w Warszawie, w charakterze słuchacza Kursu Normalnego. 1 października 1927 roku Minister Spraw Wojskowych, marszałek Polski Józef Piłsudski na wniosek szefa Sztabu Generalnego nadał mu dyplom naukowy oficera Sztabu Generalnego. 28 października 1927, po ukończeniu kursu, został przydzielony do Departamentu Piechoty Ministerstwa Spraw Wojskowych w Warszawie. 27 stycznia 1930 został mianowany majorem ze starszeństwem z dniem 1 stycznia 1930 i 4. lokatą w korpusie oficerów piechoty. Z dniem 1 stycznia 1932 został przeniesiony do 72 pułku piechoty w Radomiu na stanowisko dowódcy batalionu. W listopadzie 1933 został przeniesiony do Biura Ogólno-Organizacyjnego Ministerstwa Spraw Wojskowych w Warszawie, a w czerwcu 1934 do Centrum Wyszkolenia Piechoty w Rembertowie na stanowisko kierownika Komisji Doświadczalnej. 19 marca 1937 roku został awansowany na podpułkownika ze starszeństwem z dniem 19 marca 1937 roku i 46. lokatą w korpusie oficerów piechoty.

W czasie kampanii wrześniowej 1939 po agresji ZSRR na Polskę dostał się do niewoli sowieckiej. Wiosną 1940 został zamordowany przez NKWD w Charkowie i pogrzebany w Piatichatkach, gdzie od 17 czerwca 2000 mieści się oficjalnie Cmentarz Ofiar Totalitaryzmu w Charkowie.
Postanowieniem nr 112-48-07 Prezydenta RP Lecha Kaczyńskiego z 5 października 2007 został awansowany pośmiertnie na stopień generała brygady. Awans został ogłoszony 9 listopada 2007 w Warszawie, w trakcie uroczystości „Katyń Pamiętamy – Uczcijmy Pamięć Bohaterów”.

## Ordery i odznaczenia
- Krzyż Walecznych[23]
- Złoty Krzyż Zasługi – 19 marca 1931 „za zasługi na polu organizacji i wyszkolenia wojska”[30]
- Medal Niepodległości – 10 grudnia 1931 „za pracę w dziele odzyskania niepodległości”[31]
- Medal Pamiątkowy za Wojnę 1918–1921
- Medal Dziesięciolecia Odzyskanej Niepodległości
- Krzyż Waleczności Armii gen. Bułak-Bałachowicza[32]
- Srebrny Medal Waleczności 1 klasy[33]
- Krzyż Wojskowy Karola[33]